# Öner
Öner ist ein türkischer männlicher und weiblicher Vorname sowie Familienname.

## Namensträger

### Vorname
- Öner Kılıç (* 1954), türkischer Fußballspieler und -trainer

### Familienname
- Ahmet Öner (* 1971), türkischer Boxmanager und Profiboxer
- Alper Öner (* 1976), deutscher Kardiologe und Hochschullehrer
- Begüm Öner (* 1989), türkische Schauspielerin
- Erdi Öner (* 1986), türkischer Fußballspieler
- Kenan Öner, türkischer Boxer

#### Form Oener
- Atilla Oener (* 1976), türkischstämmiger deutscher Schauspieler